# Uria
Uria – rodzaj ptaków z podrodziny alk (Alcinae) w rodzinie alk (Alcidae).

## Zasięg występowania
Rodzaj obejmuje gatunki występujące w Eurazji i Ameryce Północnej.

## Morfologia
Długość ciała 38–43 cm, rozpiętość skrzydeł 64–73 cm; masa ciała 810–1080 g. 

## Systematyka

### Etymologia
- Cataractes: łac. cataractes „nieznany żarłoczny ptak morski”, od gr. καταρακτης kataraktēs lub καταρρακτης katarrhaktēs „nieznany drapieżny ptak morski” (ale z pewnością ani alka, ani pingwin)[7]. Gatunek typowy: Alca lomvia Linnaeus, 1758.
- Uria: gr. ουρια ouria „rodzaj wodnego ptaka” wspomniany przez Atenajosa[7].
- Mergus: łac. mergus „rodzaj ptaka wodnego”, dalej niezidentyfikowanego, wspomnianego przez Pliniusza, Terencjusza Warrona i Horacego, od mergere „zanurzyć się”[7]. Gatunek typowy: Alca lomvia Linnaeus, 1758; młodszy homonim Mergus Linnaeus, 1758 (Anatidae).
- Lomvia: epitet gatunkowy Alca lomvia Linnaeus, 1758; szwedzka dialektalna nazwa Lomvia dla nurzyka zwyczajnego, od staronorweskiej nazwy Langve lub Langivia dla nurzyka[7]. Gatunek typowy: Alca lomvia Linnaeus, 1758.

### Podział systematyczny
Do rodzaju należą następujące gatunki:
- Uria lomvia (Linnaeus, 1758) – nurzyk polarny
- Uria aalge (Pontoppidan, 1763) – nurzyk zwyczajny